# Paraclius maranguensis
Paraclius maranguensis är en tvåvingeart som beskrevs av Vanschuytbroeck 1964. Paraclius maranguensis ingår i släktet Paraclius och familjen styltflugor.
Artens utbredningsområde är Tanzania. Inga underarter finns listade i Catalogue of Life.